# 4. Sinfonie (Haydn)
Die Sinfonie D-Dur Hoboken-Verzeichnis I:4 komponierte Joseph Haydn im Zeitraum 1757 bis 1760 während seiner Anstellungszeit beim Grafen Morzin.

## Allgemeines

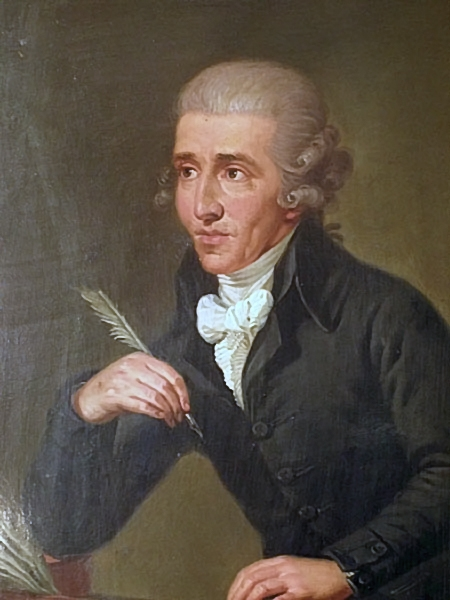
Joseph Haydn (Gemälde von Ludwig Guttenbrunn, um 1770)

Die Sinfonie Hoboken-Verzeichnis I:4 komponierte Joseph Haydn um 1757 bis 1760 während seiner Anstellungszeit beim Grafen Morzin. Die Sinfonie entspricht dem damals häufigen (frühklassisch-italienischen) Typus mit drei Sätzen, ungewöhnlich ist der Schlusssatz im Tempo eines Menuetts.

## Zur Musik
Besetzung:  zwei Oboen, zwei Hörner, zwei Violinen, Viola, Cello, Kontrabass. Zur Verstärkung der Bass-Stimme wurde damals auch ohne gesonderte Notierung ein Fagott eingesetzt. Über die Beteiligung eines Cembalo-Continuos in Haydns Sinfonien bestehen unterschiedliche Auffassungen.
Aufführungszeit:  ca. 15 Minuten (je nach Einhalten der vorgeschriebenen Wiederholungen)
Bei den hier benutzten Begriffen der Sonatensatzform ist zu berücksichtigen, dass dieses Schema in der ersten Hälfte des 19. Jahrhunderts entworfen wurde (siehe dort) und von daher nur mit Einschränkungen auf ein um 1759 komponiertes Werk übertragen werden kann. – Die hier vorgenommene Beschreibung und Gliederung der Sätze ist als Vorschlag zu verstehen. Je nach Standpunkt sind auch andere Abgrenzungen und Deutungen möglich.

### Erster Satz: Presto
D-Dur, 4/4-Takt, 96 Takte

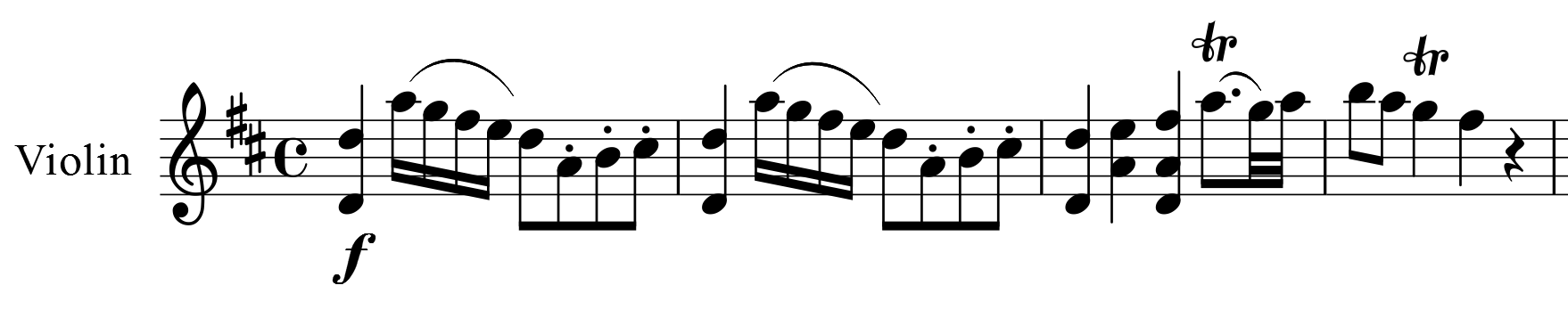
Beginn des Presto

Das Presto ist im schwungvollen Charakter vom damals „modernen“ galanten Typ im Stile der italienischen Opernouvertüre gehalten. Im Verhältnis zum ähnlich strukturierten Kopfsatz der Sinfonie Nr. 1 zeigt sich etwas mehr thematische Arbeit, im Mittelteil („Durchführung“) stärkere dynamische Kontraste (Piano bis Fortissimo), und die Reprise ist gegenüber der Exposition stärker verändert.
Das erste Thema enthält als charakteristische Elemente einen Akkordschlag sowie auf- und absteigende, den Grundton D umspielende Tonleiterfragmente: zunächst einen fallenden Sechzehntelroller, dann eine aufsteigende Achtelfigur im Staccato (Takt 1 bis 2). In Takt 3 wird die aufsteigende Linie mit Akkordschlägen in Vierteln fortgesetzt und mit einer Trillerfigur versehen. Diese wird echohaft im Piano mit Beteiligung der Hörner wiederholt. Möglicherweise handelt es sich hierbei um eine serbische Melodie. In der Forte-Passage ab Takt 7 sind mehrere Motive / Figuren hintereinandergeschaltet (z. B. das Frage-Antwort-Motiv in Takt 12/13 und die abwärts sequenzierte Lauffigur: im Bass aufwärts, in der 1. Violine abwärts, Takt 14 bis 17). In Takt 10 sind vorher noch mal die Tonleiterfragmente aus Takt 1 aufgetreten. Weiterhin folgen eine aufstrebende Sechzehntelfigur, eine Hornfanfare auf der Dominante A und schließlich nach einem Unisono-Staccato der Streicher das zweite Thema.
Das zweite Thema (ab Takt 23) kontrastiert durch den zurückhaltenden Charakter, das Piano, die Tonart a-Moll und die Instrumentierung für zunächst nur zwei Instrumente zum vorigen „stürmischen“ Abschnitt. Die 1. Violine spielt eine aufwärts sequenzierte Figur, die aus Oktavsprung aufwärts und fallendem Tonleiterfragment besteht. Dazu spielen Viola bzw. 2. Violine eine aufsteigende Gegenstimme (ebenfalls ein Tonleiterfragment, dadurch Verwandtschaft zum ersten Thema). In Takt 27 hat der Bass kurz die Stimmführung. Die Schlussgruppe ab Takt 32 mit Synkopen und Unisono-Passagen greift dann wiederum den „stürmischen“ Charakter auf und hat durch den mehrfach vorhandenen Sechzehntelroller einen Bezug zum Satzanfang – insbesondere die beiden Schlusstakte der Exposition ähneln den Anfangstakten.
Die Durchführung (Takt 38 bis 61) fängt wie meist üblich mit dem ersten Thema in der Dominante A-Dur an. In Takt 43 wechselt Haydn kurzfristig abrupt zurück zur Tonika D-Dur und spinnt dann piano die Trillerfigur aus Takt 3 versetzt in den Violinen fort. Ein erstes Crescendo führt mit Tremolo und Lauffigur bis zum Fortissimo. Abrupt wechselt die Dynamik mit der Trillerfigur wieder zum Piano, wo sich das Geschehen (einen Ganzton tiefer) wiederholt. Über eine Variante des Schlussgruppenmotivs aus Takt 32/33 beruhigt sich das Geschehen allmählich, bis die Bewegung im Pianissimo verebbt.
Die Reprise ab Takt 62 ist teilweise gegenüber der Exposition verändert, insbesondere in der Überleitung zum zweiten Thema. Der Beginn der Forte-Passage (entsprechend Takt 7) wird nun zusätzlich durch einen aufsteigenden, fanfarenartigen D-Dur – Akkord im Horn unterstrichen, dafür fehlt die Hornfanfare entsprechend Takt 18/19, und die sequenzierte Lauffigur ist durch Synkopen ersetzt. Exposition sowie Durchführung und Reprise werden wiederholt.

### Zweiter Satz: Andante
d-Moll, 2/4-Takt, 82 Takte

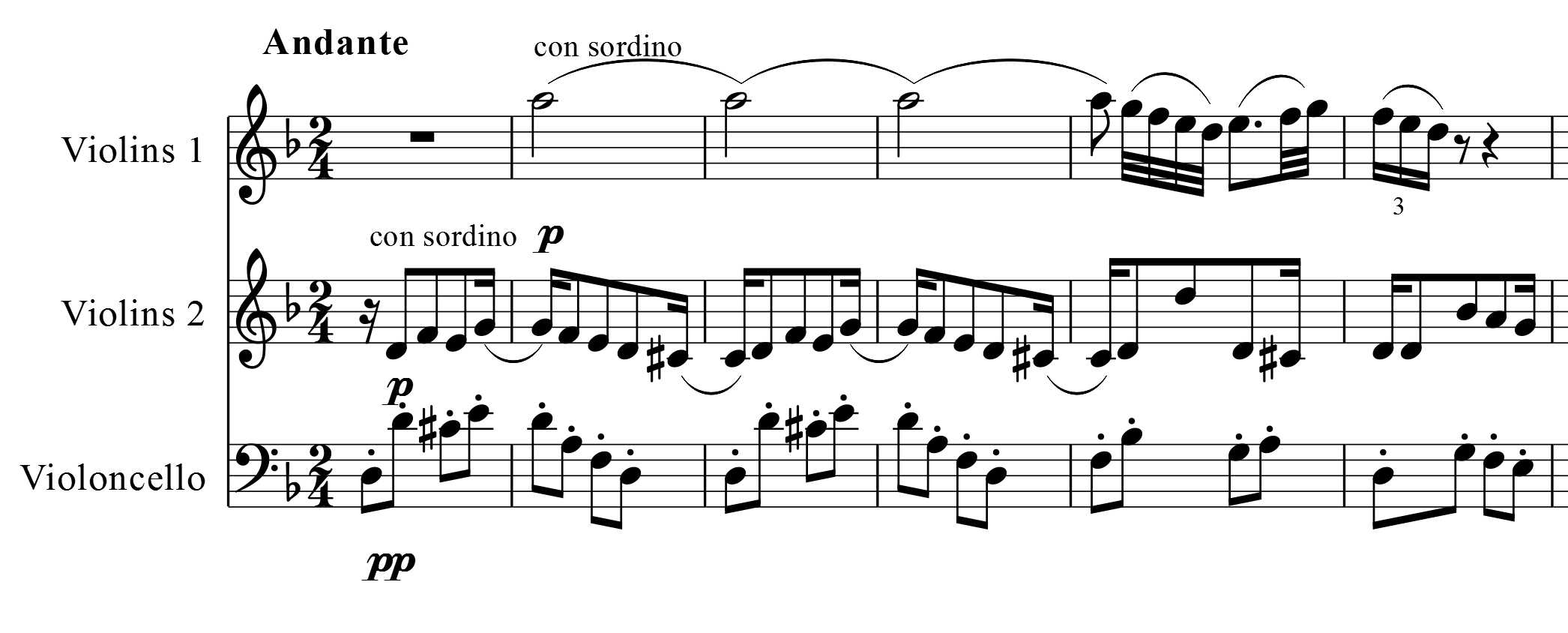
Beginn des Andante

Das Andante ist nur für Streicher gehalten und dreistimmig angelegt: Viola und Bass spielen eine kontinuierlich schreitende Bewegung in gleichmäßigen Staccato-Achteln. Die 2. Violine spielt „in hartnäckigem Eigensinn“ ebenfalls eine gleichmäßige Schreitbewegung in Achteln, allerdings im Verhältnis zur Viola und Bass um ein Sechzehntel verschoben und somit als Synkopen-Bewegung. Darüber entfaltet sich die von der 1. Violine gespielte gesangliche, getragene Melodie (Kantilene). Die besondere, „geisterhafte“ Atmosphäre des Satzes entsteht, da der Satz durchweg piano (beide Violinen) bzw. pianissimo (Viola, Bass) gehalten ist und die Violinen zudem mit Dämpfer spielen. Der Satz enthält keine wiederholten Teile.
Das fünftaktige Hauptthema in der 1. Violine, das auf dem „Teppich“ der Begleitung einsetzt, besteht aus vier Figuren: 1. einem ausgehaltenen Liegeton (ähnlicher Beginn z. B. im Andante der Sinfonie Nr. 10), 2. einer Linie abwärts in Zweiunddreißigsteln, 3. einer Vorhaltsfigur im punktierten Rhythmus und 4. einer Sechzehnteltriole. In der Wiederholung eine Oktave tiefer (Takt 7 bis 15) ist die Schlusswendung ausgedehnt. Das weitere Material des Satzes ist größtenteils aus den Figuren des Themas abgeleitet: Die Passage ab Takt 16 etabliert die Tonikaparallele F-Dur, sie enthält ein Quartmotiv (Takt 16/17, ebenfalls mit Liegeton und Sechzehnteltriole) und eine Tonleiter abwärts (Takt 21/22). Es folgen weitere kleine Motive / Figuren mit den Elementen des Hauptthemas, inklusive einer Trübung nach f-Moll, die sich als fallende Kette von Sechzehnteltriolen nach Dur „aufhellt“. Am Ende des (nicht wiederholten) ersten Teils bleibt nur noch die von Pausen bloßgestellte Sechzehnteltriole übrig.
Der Mittelteil (Takt 43 bis 53) beginnt dem Hauptthema als Variante, wobei der Liegeton als chromatisch aufsteigende Linie verändert ist. Anschließend folgt die mehrfache Wiederholung eines Motivs mit Pendelfigur und Oktavsprung abwärts.
Die Reprise ab Takt 54 ist gegenüber dem ersten Teil (Exposition) verändert. So sind die Elemente des auf acht Takte ausgedehnten Hauptthemas durch den Einschub einer abwärts sequenzierten Achtelfigur variiert, und das Thema wird nicht wiederholt. In der Passage mit dem Quartmotiv (entsprechend Takt 16) wechselt Haydn überraschend in Takt 65 von d-Moll zu D-Dur. Am Schluss des Satzes treten die Sechzehnteltriolen gruppiert auf.
Anthony Hodgson spricht von einem „sehr originellen“ Andante und bewertet die synkopierte Stimme der 2. Violine als „außergewöhnlich“. Robbins Landon meint dagegen, dass der Effekt der Synkopen größer gewesen wäre, wenn sie mit mehr Mäßigung eingesetzt worden wären. James Webster lobt den Satz als „eine von Haydns frühsten ‚atmosphärischen‘ Studien.“

### Dritter Satz: Tempo di Menuetto
D-Dur, 3/8-Takt, 126 Takte
Haydn hat den Schlusssatz dieser Sinfonie ungewöhnlicherweise im Tempo eines Menuetts gehalten, allerdings im 3/8-Takt und nicht wie für ein Menuett üblich im 3/4-Takt. Nach Walter Lessing ist dies an eine Wiener Gepflogenheit angelehnt. Das energisch-tänzerische Hauptthema (Takt 1 bis 8) erinnert mit seinem beginnenden Akkordschlag und der Lauffigur aufwärts an das Thema vom Presto, mit der Sechzehnteltriole an das Andante. An den ersten Satz erinnern weiterhin die dynamischen Kontraste: So wird z. B. das Thema gleich nach seinem ersten Durchlauf im Forte als Variante eine Oktave tiefer pianissimo wiederholt. An das Thema schließen sich mehrere Motive an, die die Sechzehnteltriole enthalten.
Der Mittelteil („Durchführung“, Takt 53 bis 76) baut auf dem in gleichmäßiger Achtelbewegung pochenden A von Viola und Bass als Orgelpunkt auf. „Die vom Forte ins Piano und Pianissimo zurückgehende Dynamik, die plötzliche Wendung von D-Dur nach d-Moll, die stockende Melodik der Violinen und zuletzt das Hinzutreten der beiden Hörner mit einer langgehaltenen Oktave auf dem Ton „a“ zur Intensivierung des Orgelpunkts – all das verrät eine genau kalkulierte, spannungsvolle Klangregie zur Vorbereitung der Reprise, die nach einer kurzen Pause in befreiendem Forte einsetzt.“
Die Reprise ist ähnlich wie die Exposition strukturiert, allerdings etwas verkürzt (so wird das Thema beispielsweise nicht wiederholt), und die Passage entsprechend Takt 19 ist verändert. Codaartig lässt Haydn dann ab Takt 114 das Hauptthema nochmals in seiner Anfangsgestalt erklingen und beendet den Satz mit einer ausgedehnten, fanfarenartigen Unisono-Dreiklangsfigur. Exposition sowie Mittelteil und Reprise werden wiederholt.
„Der Satz verbindet in bezaubernder Weise volkstümlich kernige Melodik mit dem Anmut des galanten Stils.“